# Acide mésoxalique
L’acide mésoxalique, également appelé acide oxomalonique et acide cétomalonique, est un composé chimique de formule HOOC–C(=O)–COOH. Il s'agit d'un cétoacide dicarboxylique, dont l'anion C3O52− est appelé mésoxalate, oxomalonate ou encore cétomalonate.
Il réagit facilement avec l'eau pour former un hydrate communément appelé acide mésoxalique monohydrate mais qui est en fait l'acide dihydroxymalonique.

## Synthèse
L'acide mésoxalique peut être synthétisé par hydrolyse de l'alloxane dans une solution d'hydroxyde de baryum,  en chauffant de l'acide caffurique dans une solution d'acétate de plomb, ou à partir de diacétate de glycérol et d'acide nitrique concentré à froid. Il peut aussi être obtenu par oxydation catalytique de l'acide tartronique
 ou du glycérol. Comme ces procédés se déroulent en milieux aqueux, ils génèrent en général la forme dihydroxylée de l'acide mésoxalique.